# Thomas Harding
Thomas Harding (nacido alrededor de 1470-mayo de 1532) fue un religioso disidente ejecutado durante el reinado de Enrique VIII de Inglaterra.

## Biografía
Las creencias nada convencionales de Harding lo pusieron en situaciones peligrosas en dos ocasiones antes de ser ejecutado. Residente en Amersham, estaba asociado con otros hombres prominentes lolardos, como William Tylesworth y John Scrivener, asistiendo a sus conventículos secretos donde las oraciones y las lecturas eran llevadas a cabo en inglés en vez de en latín, algo prohibido.
En 1506 o 1511, William Smith, obispo de Lincoln, estableció una investigación por herejía en Amersham. Tylesworth, quien declaró abiertamente su fe así como su rechazo a abandonar sus creencias, fue sentenciado a morir quemado en la hoguera, mientras que Harding, junto con numerosos simpatizantes lolardos, accedió a renunciar a su fe y a recibir una penitencia. Para 1521, Harding había vuelto a sus creencias lolardas, motivo por el que fue convocado ante una corte eclesiástica establecida por el nuevo obispo, John Longland, confesor del rey Enrique VIII. En esta ocasión, seis lolardos (cinco hombres y una mujer) fueron condenados a morir quemados en la hoguera, si bien Thomas logró evitar la muerte una vez más renunciando a sus creencias.
En mayo de 1532, Harding, residente en Chesham, fue arrestado mientras leía The Obedience of a Christian Man, obra de Tyndale, revelando un registro efectuado en su casa otros trabajos del mismo autor, entre ellos The New Testament in English y The Practice of Prelates. Al parecer, la tarde antes de su juicio Harding estuvo encerrado en una habitación (parvis) ubicada sobre la entrada de St Mary's Church, en Chesham, siendo finalmente condenado por una serie de creencias lolardas herejes, además de por su incuestionable luteranismo derivado, sin duda alguna, de su lectura de las obras de Tyndale. Harding había permanecido fiel a sus creencias (era un ferviente lolardo, con visiones lolardas en vez de luteranas), aunque un estudio en profundidad lo había conducido hacia el protestantismo continental. De hecho, varios autores lo consideran un mártir protestante basándose en la descripción de su muerte en la obra El libro de los mártires:

En 1532, Thomas Harding, quien con su esposa, había sido acusado de herejía, fue llevado ante el obispo de Lincoln, y condenado por negar la presencia real del Sacramento. Fue entonces encadenado a una estaca, erigida para el propósito, en Chesham en el Dell, cerca de Botely; y cuando habían prendido fuego a los haces de leña, uno de los espectadores arrancó sus sesos con un leño. Los sacerdotes dijeron a la gente que quien trajese haces de leña para quemar herejes tendría una indulgencia para cometer pecados durante cuarenta días.

## Legado
Existen numerosos memoriales dedicados a Harding, incluyendo uno en White Hill, en el pub Three Tuns. Otro monumento conmemorativo se encuentra en el cementerio de St Mary's Church, mientras que el nombre de Harding figura en el monumento conmemorativo dedicado a los mártires de Amersham, en donde también se hallan William Tylesworth y John Scrivener entre otros. Además, la Thomas Harding Primary School, en Chesham, fue llamada así en su honor.